# Mambach (Zell im Wiesental)
Mambach ist ein Ortsteil der Stadt Zell im Wiesental im Schwarzwald, der rund vier Kilometer talaufwärts von der Stadt an der Wiese liegt und ein staatlich anerkannter Erholungsort ist. Vom 447 Hektar großen Gemarkungsgebiet nehmen rund 30,4 Hektar der Wald ein. Die Besiedlung und Bebauung des Ortes ist ausschließlich entlang der Talachse.

## Lage
Mambach liegt rund 3,5 Kilometer nordöstlich von Zell im Wiesental. Der von Osten talwärts fließende Angenbach mündet im Ort in die Wiese. Den höchsten Punkt erreicht das Gemarkungsgebiet nordwestlich von Silbersau in Richtung des Brendewald auf 768 m Höhe.
Mambach besteht aus einem Teil links und rechts der Wiese. Parallel zum Fluss verläuft auch die Bundesstraße 317. Der eigentliche Ortskern (461 m Höhe) befindet sich links der Wiese. Von hier zweigt die Landesstraße 146 in Richtung des Angenbachtals ab. Die Straße führt nach Häg-Ehrsberg beziehungsweise weiter über den St.-Antoni-Pass nach Todtmoos. Vom Ortsteil rechts der Wiese führt eine Serpentinenstraße nach Pfaffenberg und über den Passübergang Zimmerplatz nach Adelsberg.
Nördlich von Mambach am linksseitigen Flusslauf der Wiese befindet sich der Zinken Saufert. Etwa 300 Meter talaufwärts befindet sich der Hof Mühlschau und noch etwa 700 Meter weiter der Zinken Sibersau, die beide ebenfalls zu Mambach gehören.

## Geschichte

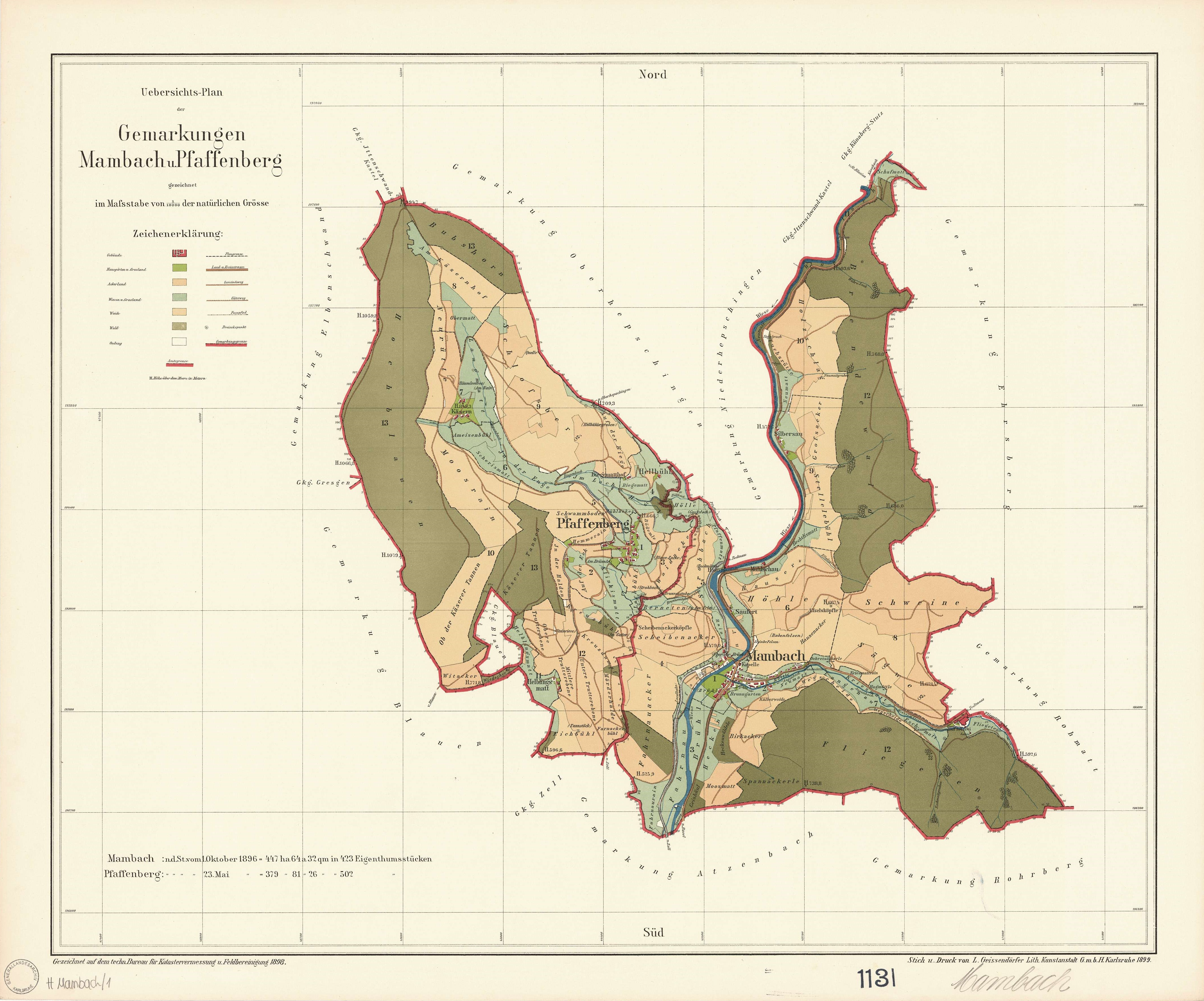
Karte von Pfaffenberg und Mambach (1896)

Eine erste schriftliche Erwähnung Mambachs geht auf einen Vergleich von 1377 zurück, den Rudolf von Schönau mit dem Kloster St. Blasien schloss. Eine weitere Erwähnung des Ortes 1546 ist mit Manbach überliefert, möglicherweise handelt es sich um die Ableitung eines Personennamens Manno. Mambach gehörte zusammen mit dem Nebenort Silbersau und dem Zinken Saufen (früher Seufart) bis 1811 zur Vogtei Zell der Herren von Schönau.
Neuere Untersuchungen durch Werner Störk führten zum Ergebnis, dass um 1702 eine bisher unbekannte Seitenlinie der barocken Verteidigungsanlagen im Schwarzwald im Raum Mambach angelegt wurde. Eine Schanze wurde dabei auf dem Platz der Kapelle Maria Frieden verortet.
Eine Schule am Ort ist bereits 1779 nachweisbar. Ein neues Schulhaus wurde 1873 feierlich eingeweiht und ein Jahr später als Fortbildungsschule eingerichtet. Diese konnte sich allerdings nicht halten, so das nach einer Schulreform in Mambach nur noch die Grundschule verblieb und die Hauptschule nach Zell abwanderte.
Die Chronik über Straßenbau und Straßenverkehr in dem Großherzogthum Baden berichtet von einem großen Brand am 30. Juni 1870, in dem 21 Wohnhäuser und zwölf weitere Gebäude in Mambach niederbrannten. In dieser Folge war eine neue Bauflucht notwendig, die zu einer Umgestaltung der Passstraße nach St. Antoni erforderte. Die frühere Steigung von 7 bis 8 % wurde auf 4,2 % reduziert. Die neue Straße durch Mambach wurde 1872 zur Landstraße erhoben. In den Jahren 1874 und 1875 wurden weitere bauliche Maßnahmen bei der Häger Mühle und der Happacher Säge durchgeführt, die unter anderem eine Verbreiterung der Trasse auf 4,20 Meter zur Folge hatten. Das maximale Gefälle wurde auf 8,5 % zurückgeführt. Der Aufwand für die Verbesserung der Straße wurde auf 49.951 Mark angegeben.
Die vierte Etappe der 17. Internationalen Sechstagefahrt führte am 12. September 1935 durch Mambach. Am 27. Juni 1971 fuhr die Tour de France 1971 durch Mambach und war Teil der Etappe von Basel nach Freiburg.
Im Zuge der Gemeindegebietsreform wurde Mambach zum 1. Januar 1975 der Stadt Zell eingegliedert.

## Bevölkerung und Religion

### Einwohnerentwicklung
Die Zahl der Einwohner Mambachs entwickelte sich wie folgt:
| Jahr | Einwohner |
| ---- | --------- |
| 1814 | 374       |
| 1852 | 395       |
| 1871 | 422       |
| 1880 | 450       |
| 1890 | 372       |
| 1900 | 417       |
| 1910 | 407       |

| Jahr | Einwohner |
| ---- | --------- |
| 1925 | 403       |
| 1933 | 365       |
| 1939 | 354       |
| 1950 | 403       |
| 1956 | 443       |
| 1961 | 442       |
| 1970 | 467       |

### Religion

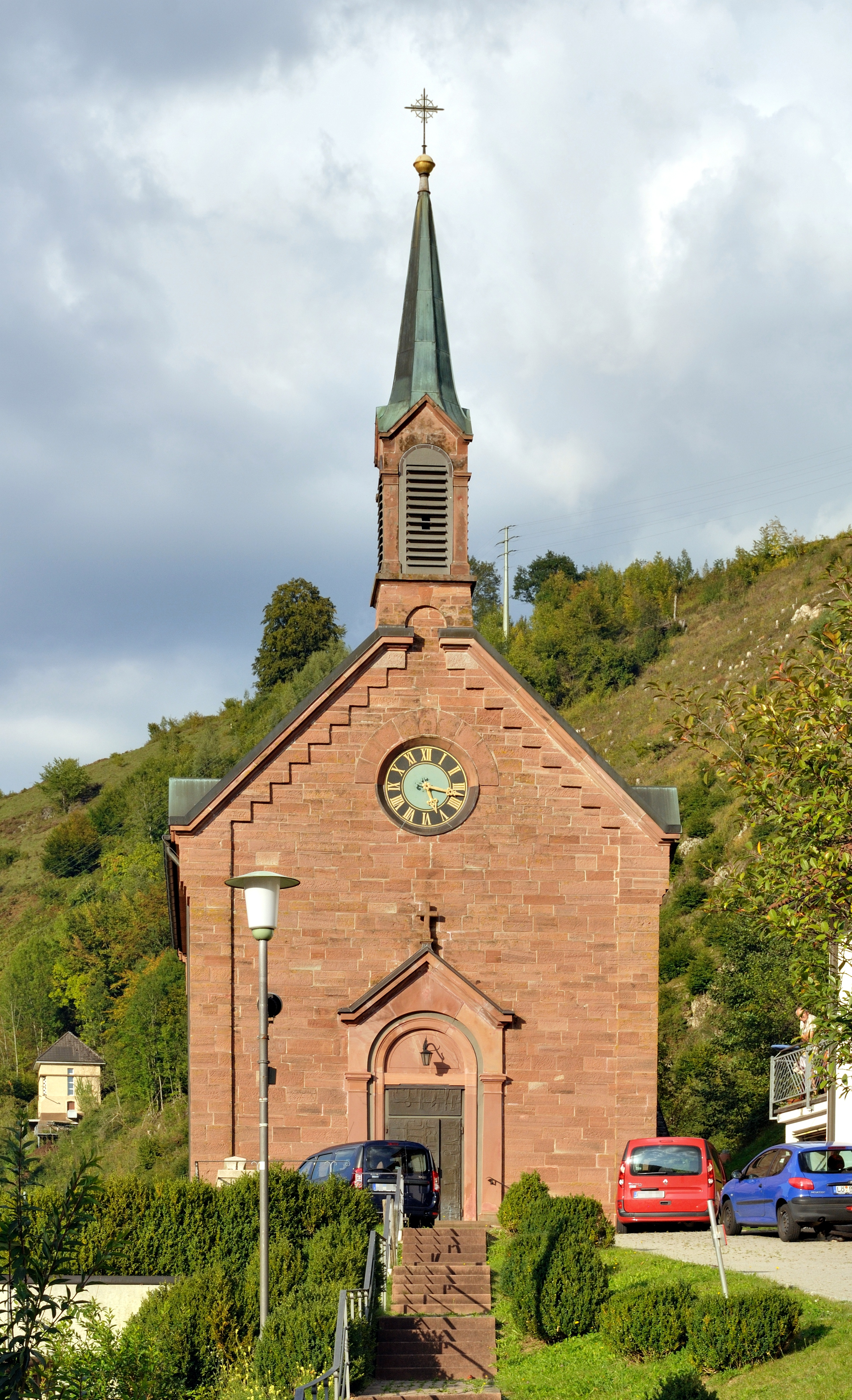
Antoniuskapelle

Kirchlich war Mambach bis 1942 zu Zell im Wiesental integriert. Danach gehörte es zur Pfarrei Atzenbach.
Die Zugehörigkeit zu den Religionsgemeinschaften verteilte sich in der Vergangenheit wie folgt:
| Religionszugehörigkeit in Mambach | Religionszugehörigkeit in Mambach | Religionszugehörigkeit in Mambach | Religionszugehörigkeit in Mambach |
| Jahr                              | Religion                          | Religion                          | Religion                          |
| --------------------------------- | --------------------------------- | --------------------------------- | --------------------------------- |
|                                   | evangelisch                       | katholisch                        | sonstige                          |
| 1858                              | 0,0 %                             | 100,0 %                           | 0,0 %                             |
| 1925                              | 5,5 %                             | 94,0 %                            | 0,5 %                             |
| 1950                              | 7,2 %                             | 92,6 %                            | 0,2 %                             |
| 1961                              | 5,7 %                             | 92,8 %                            | 1,6 %                             |
| 1970                              | 5,1 %                             | 91,9 %                            | 3,0 %                             |

## Politik

### Ortschaftsrat
Der Ortschaftsrat besteht aus sechs Mitgliedern. Der Ortschaftsrat tagt im Gemeindehaus im Ortskern von Mambach. Nach der Kommunalwahl im Juni 2024 wurde Klaus Wetzel (CDU) wieder zum Ortsvorsteher gewählt. Er ist auch Mitglied des Stadtrats in Zell und des Kreistags.

### Überregionale Wahlen
Die Wahlergebnisse der letzten überregionalen Wahlen fielen in Mambach folgendermaßen aus:
| Partei    | Stimmenanteile | Stimmenanteile | Stimmenanteile |
| Partei    | 2025           | 2021           | 2017           |
| --------- | -------------- | -------------- | -------------- |
| CDU       | 43,6 %         | 41,1 %         | 44,2 %         |
| AfD       | 22,4 %         | 10,5 %         | 10,1 %         |
| SPD       | 12,7 %         | 23,4 %         | 18,6 %         |
| Grüne     | 7,9 %          | 6,5 %          | 11,6 %         |
| Die Linke | 4,2 %          | 1,6 %          | 5,5 %          |
| BSW       | 3,6 %          | - *            | -              |
| FDP       | 1,8 %          | 12,9 %         | 7,6 %          |
| Sonstige  | 5,5 %          | 4,0 %          | 2,4 %          |

| Partei   | Stimmenanteile | Stimmenanteile |
| Partei   | 2021           | 2016           |
| -------- | -------------- | -------------- |
| CDU      | 45,4 %         | 38,9 %         |
| Grüne    | 21,3 %         | 27,4 %         |
| AfD      | 13,0 %         | 12,6 %         |
| SPD      | 11,1 %         | 9,7 %          |
| FDP      | 4,6 %          | 3,4 %          |
| Sonstige | 4,6 %          | 8,0 %          |

| Partei    | Stimmenanteile | Stimmenanteile |
| Partei    | 2024           | 2019           |
| --------- | -------------- | -------------- |
| CDU       | 47,4 %         | 45,4 %         |
| SPD       | 9,2 %          | 14,7 %         |
| AfD       | 18,4 %         | 11,6 %         |
| Grüne     | 2,0 %          | 14,1 %         |
| FDP       | 7,2 %          | 3,7 %          |
| BSW       | 4,6 %          | - *            |
| FW        | 4,6 %          | 4,3 %          |
| Die Linke | 1,3 %          | 1,2 %          |
| Sonstige  | 5,3 %          | 5,0 %          |

### Wappen
Die Blasonierung des Mambacher Wappens ist ein goldenes Antoniuskreuz mit zwei silbernen Glöckchen auf rotem Grund. Das Kreuz ist die heraldische Form eines zum Wandern benutzten Krückstocks. Dies war das Zeichen des Ordens der Antoniter und soll beim Sammeln von Almosen durch die Glöckchen auf sich aufmerksam machen. Das Wappen bezieht sich auf den Namenspatron der Kapelle St. Antonius den Einsiedler. Das Wappen wurde vom Generallandesarchiv Karlsruhe entworfen und von der Gemeinde 1902 angenommen.

## Kultur und Sehenswürdigkeiten

### Ortsbild und Bauwerke
Die 1809 erwähnte Kapelle stand bis zur Brandkatastrophe vom 30. Juni 1870 am Platz des heutigen Rathauses und wurde danach als Antoniuskapelle wieder aufgebaut. Manchmal wird die Antoniuskapelle auch als Dorfkirche von Mambach bezeichnet.

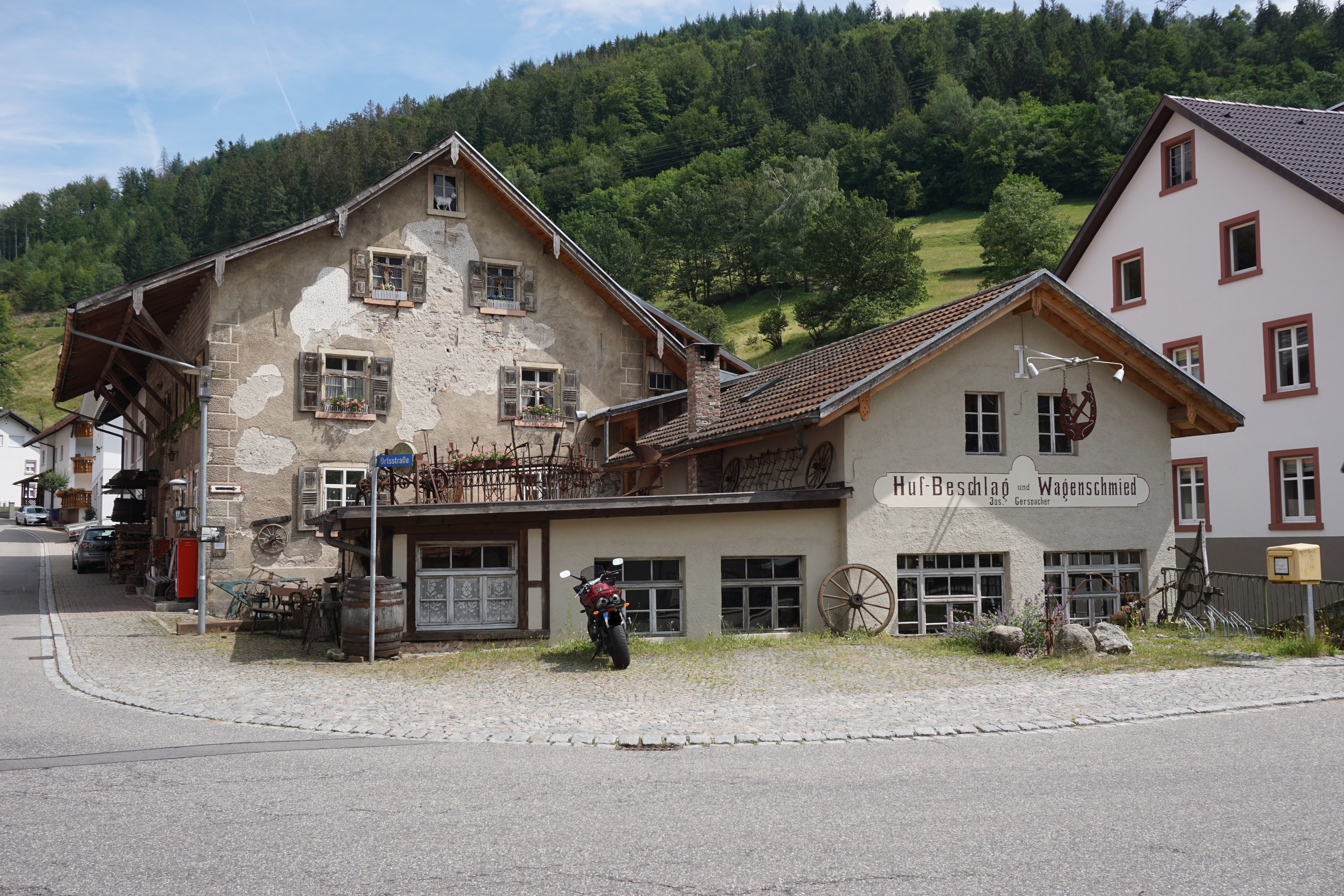
Alte Schmiede

Mindestens seit 1719 existiert eine Schmiede in Mambach, was sie zu einer der ältesten im gesamten Schwarzwald macht. Über Generationen wurde sie als Huf- und Wagenschmiede betrieben und nach dem Dorfbrand wurde sie 1871 neu errichtet und immer wieder erweitert. Der Schmiedebetrieb wurde 1985 eingestellt. Das gesamte Inventar ist erhalten geblieben steht wegen technik- und heimatgeschichtlicher Bedeutung seit 2013 unter Denkmalschutz. Von 2012 bis 2016 wurde mit Hilfe des Vereins, der sich für die Belange der alten Schmiede kümmert, eine Restaurierung durchgeführt. Die funktionsfähige Schmiede steht für Besucher zur Besichtigung zur Verfügung.

### Bergkapelle Maria Frieden

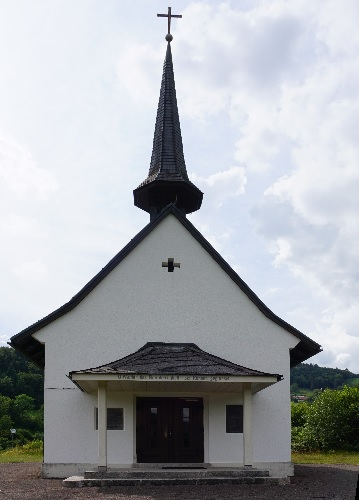
Bergkapelle Maria Frieden in Mambach

Auf Mambacher Gemarkung in Richtung Pfaffenberg steht auf der Bergkuppe des Köpfles auf 594 m ü. NN die katholische Bergkapelle Maria Frieden. Sie geht auf die Initiative von Pfarrkurat Eugen Thoma zurück, der die Kapelle als Dank für die Verschonung des Wiesentals und als Mahnung des Friedens unmittelbar nach dem Zweiten Weltkrieg durch die Kuratie Atzenbach erbauen ließ. Bereits im Juni 1945 erfolgte der erste Spatenstich, am 21. September 1945 war das Richtfest und am 17. Juni 1946 die Einweihung.
Die Kapelle ist ein Rechteckbau mit sechs rundbogigen Fenstern. Dem ist ein Chor mit zwei Fenstern angeschlossen. Die beiden Bauteile haben Satteldächer unterschiedlicher Höhe. Im Westen sitzt ein Dachreiter darauf.
Das Altarbild wurde vom Freiburger Kunstmaler Hans Franke geschaffen. Die heutige Orgel wurde 1970 von der bayerischen Firma Deininger & Renner gebaut und arbeitet mit einer Schleiflade, einer mechanischen Spieltraktur und einer mechanisch-elektrischen Registertraktur. Sie hat ein Manual und ein selbständiges Pedal.
Von der römisch-katholischen Kirche Mariä Himmelfahrt im Zeller Stadtteil Atzenbach führt der Maria-Frieden-Weg zur Kapelle. An vier Stationen sind Informationstafeln angebracht.

### Bergklause Maria Frieden
Etwas nordwestlich der Bergkapelle, wo der Weg zur Kapelle von der Ortsverbindungsstraße zwischen Mambach und Pfaffenberg abzweigt, wurde im Herbst 1947 die Bergklause Maria Frieden als Heim für Flüchtlingswaisenkinder eröffnet und bis in die 1990er Jahre betrieben. Das Heim geht ebenfalls auf die Initiative von Eugen Thoma zurück und wurde vom Architekten Adolf Julius Lorenz geplant.
1994 bis 2011 führte Pater Ludwig Kuhn (1945–2016) im Auftrag seines Pallottiner-Ordens das Haus und machte es zu einem ökumenischen Treffpunkt für geistiges und religiöses Leben.
Seit 2011 befindet sich das Haus in Privatbesitz.

### Natur
Im Norden der Gemarkung bildet der Biegenbach kurz vor seiner Einmündung in den Pfaffenbach die Höll-Wasserfälle. In Kaskaden stürzt der Bach 22 Meter in die Tiefe, wobei der Hauptfall eine Fallhöhe von 4 Metern aufweist. Der versteckt liegende Wasserfall ist über die Bergklause Maria Frieden gut zu erreichen.

### Vereine
In Mambach gibt es einen im Jahr 1900 gegründeten Feuerwehrmusikverein. Die Gründungsversammlung fand am 14. Februar 1900 mit 60 Mitgliedern statt.
1986 wurde der Verein Germane Mambach gegründet. Der aus knapp 400 Mitgliedern bestehende Verein lässt germanische Sitten und Bräuche aufleben und organisiert diverse Feste und Feierlichkeiten – insbesondere das Germanen-Fest, das alle zwei Jahre durchgeführt wird.

## Wirtschaft und Infrastruktur

### Wirtschaft
Traditionell war Mambach eine sehr landwirtschaftlich geprägte Gemeinde. Die Bedeutung der Landwirtschaft nahm im Laufe der letzten Jahrzehnte deutlich ab. Stattdessen gewann das produzierende Gewerbe stark an Bedeutung.
| Erwerbstätige nach Wirtschaftsbereichen | Erwerbstätige nach Wirtschaftsbereichen | Erwerbstätige nach Wirtschaftsbereichen | Erwerbstätige nach Wirtschaftsbereichen |
| Jahr                                    | 1950                                    | 1961                                    | 1970                                    |
| Sektor                                  | Anzahl Personen                         | Anzahl Personen                         | Anzahl Personen                         |
| --------------------------------------- | --------------------------------------- | --------------------------------------- | --------------------------------------- |
| Land- und Forstwirtschaft               | 112                                     | 24                                      | 14                                      |
| Produzierendes Gewerbe                  | 168                                     | 249                                     | 295                                     |
| Handel und Verkehr                      | 33                                      | 65                                      | 50                                      |
| Sonstige Bereiche                       | 30                                      | 36                                      | 34                                      |

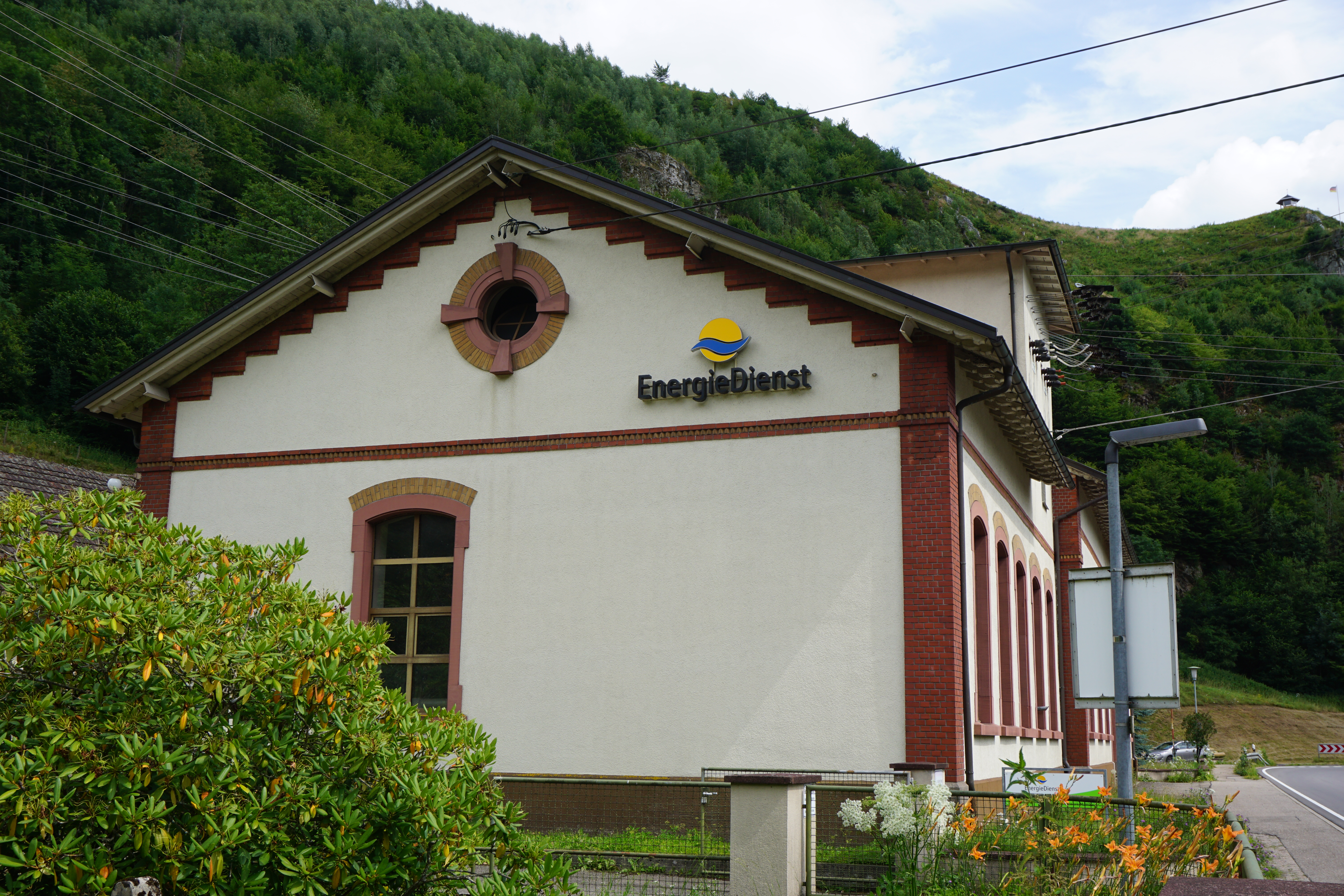
Wasserkraftwerk Mambach

Im Wohnplatz Saufert befindet sich ein Kraftwerk. Das 1897–1899, damals unter dem Namen Elektrizitätswerk Zell (EWZ), erbaute Wasserkraftwerk gehört heute zur Naturenergie Holding. Es wurden in den Jahren 1905, 1925 und 2015 modernisiert und zuletzt auch durch ökologische Maßnahmen wie einer naturnahen Umgehungsrinne und einem Schutzrechen für Fische aufgewertet. Im Wasserkraftwerk befinden sich zwei Francis-Spiralturbinen. Sie produzieren aus einem Gefälle von 37 Metern jährlich durchschnittlich 6,9 Millionen kWh elektrische Energie und haben eine Leistung von 1152 kW. Von den kleinen Wasserkraftwerken entlang der Wiese ist es damit das leistungsstärkste. Es versorgt rund 2000 Haushalte mit Strom.

### Verkehr
Mambach ist an die in Zell endende Wiesentalbahn nicht angeschlossen. Bis 1966/1967 bestand die Bahnstrecke Zell im Wiesental–Todtnau, die in Mambach einen Haltepunkt hatte. Seit der Stilllegung ist die Bahntrasse als Teil des Wiesental Radwegs umfunktioniert worden. Der einzige öffentliche Verkehr wird über drei Haltestellen (Mambach Brücke, Mühlschau, Silbersau) an der B 317 in einer Regionalbuslinie gewährleistet.
An der B 317 (Bushaltestelle) und an der L 146 etwa 500 Meter nach der Mambacher Brücke befinden sich Rettungspunkte.
Am rechtsseitigen Wiesenufer befand sich im Süden bis Ende 2012 der kleine Campingplatz Wiesengrund.